# La Chapelle-Saint-Sauveur (Loire-Atlantique)
La Chapelle-Saint-Sauveur korábbi község Franciaországban, Loire-Atlantique megyében. 2016. január 1-jén három másik községgel egyesült és Loireauxence új község része lett.
Lakosainak száma 817 fő (2018. január 1.). La Chapelle-Saint-Sauveur Belligné, Saint-Sigismond, Le Fresne-sur-Loire, Montrelais és Loireauxence községekkel határos.

## Népesség
A település népességének változása:
| Lakosok száma | 684  | 664  | 596  | 618  | 627  | 760  | 790  | 804  | 819  | 817  |
|               | 1962 | 1968 | 1982 | 1990 | 1999 | 2008 | 2011 | 2013 | 2017 | 2018 |